# AIM-120 AMRAAM

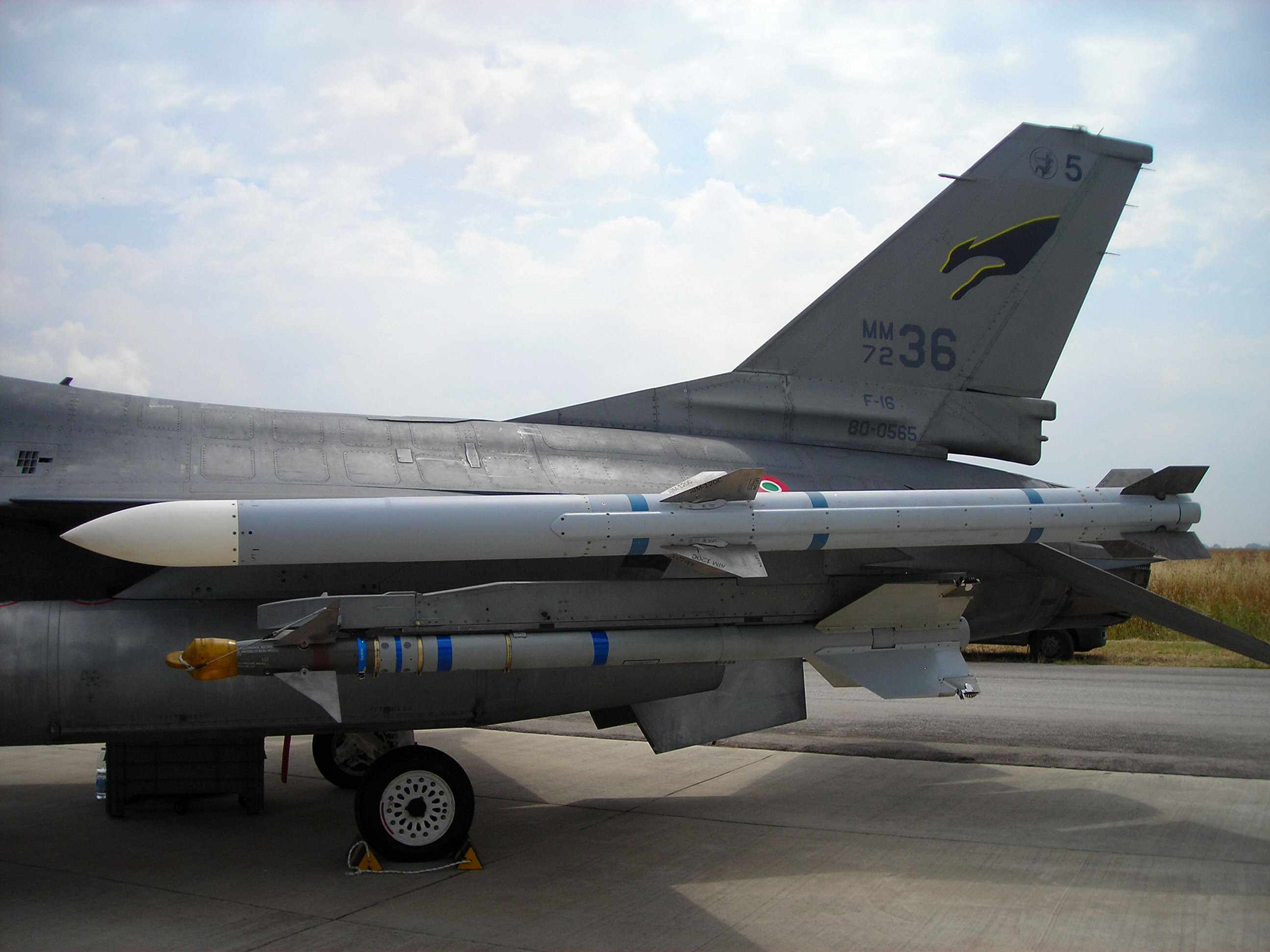
Porovnání AIM-120 AMRAAM (nahoře) s AIM-9 Sidewinder

AIM-120 AMRAAM (AMRAAM - Advanced Medium Range Air to Air Missile) je střela typu vzduch-vzduch středního doletu. Jde o radarem naváděnou střelu typu "vystřel a zapomeň" určenou k boji mimo vizuální vzdálenost. AIM-120 AMRAAM je nástupcem předchozí generace střel Sparrow. Ve srovnání se střelami řady AIM-7 Sparrow je nová raketa rychlejší, menší, lehčí a má vylepšenou schopnost zasahovat cíle v malých výškách. Obsahuje také datalink, jehož prostřednictvím je střela naváděná až do bodu, kdy se zapne její vlastní radar.
Její vývoj byl zahájen již v roce 1975 ve spolupráci USAF a USN jako náhrada za AIM-7 Sparrow, operačních schopností dosáhla však až v roce 1991 resp. 1993. Od té doby byla několikrát výrazně modernizována.
Výrobcem střely byla mezi lety 1991-1997 Hughes Aircraft, poté výrobu převzala korporace Raytheon.
Od roku 2008 používá střely AIM-120 ve verzi AIM-120C-5 i Armáda České republiky.

## Vývoj
AIM-120 vznikla na základě dohody mezi USA a několika dalšími členy NATO, jejímž cílem bylo vyvinout střely vzduch-vzduch a vzájemně sdílet technologii výroby. Podle této dohody měly USA vyvinout novou generaci řízené střely středního dosahu (AMRAAM) a Evropa měla vyvinout novou generaci řízené střely krátkého dosahu (ASRAAM). V září 1991 začalo po zdlouhavém vývoji nasazování střel AMRAAM (AIM-120A) v letkách F-15 Eagle amerického letectva. Brzy následovalo americké námořnictvo (v roce 1993) ve svých letkách F/A-18 Hornet.

## Varianty

Schéma AIM-120A

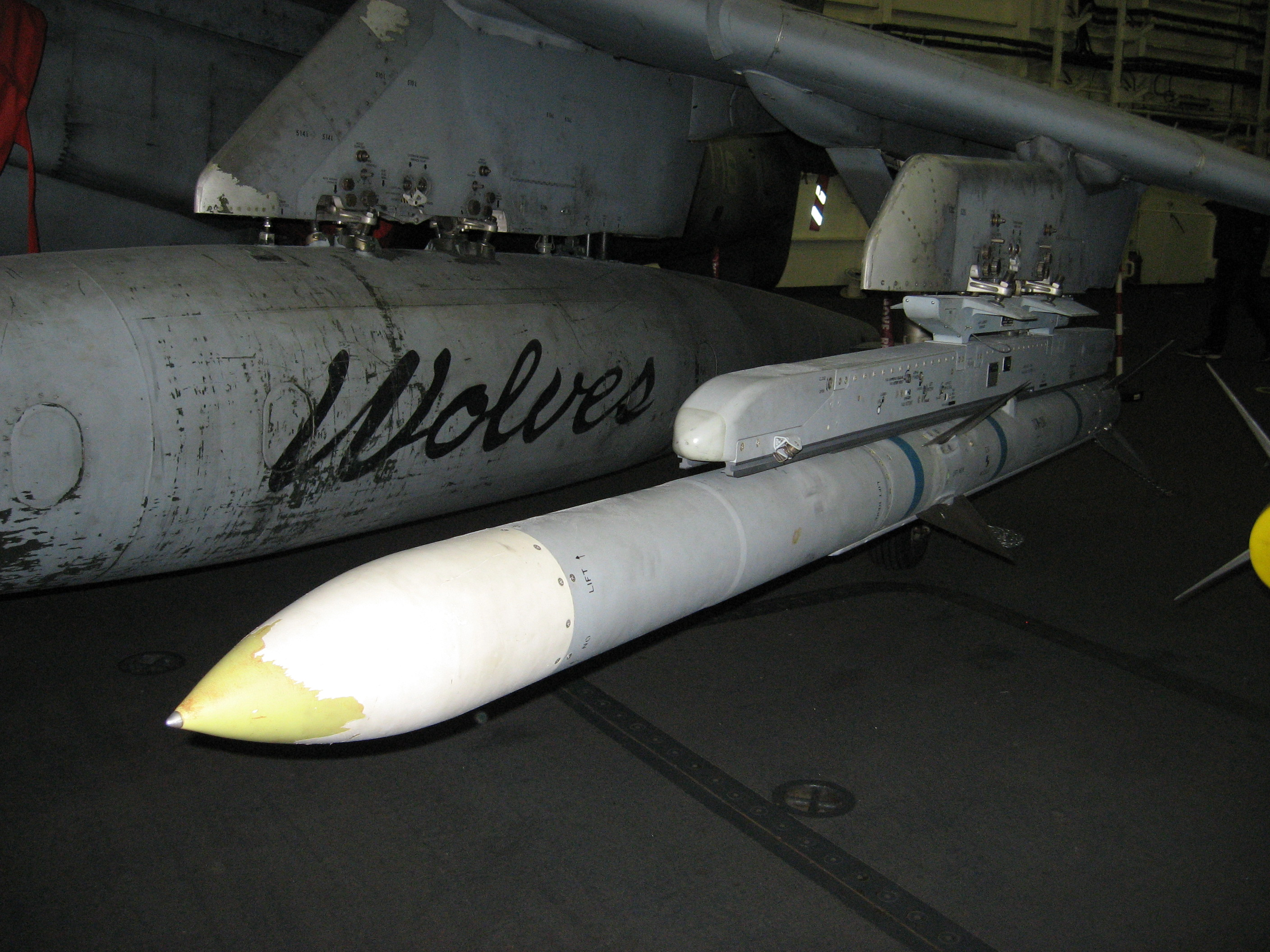
AIM-120B osazená na italském Harrieru II

AIM-120A - První verze byla vybavena naváděcím modulem WGU-16/B, hlavicí WDU-33/B s 22kg výbušniny a 198 samostatnými projektily a raketovým motorem WPU-6/B. V současné době se již nevyrábí.
AIM-120B - U druhé verze došlo ke změně naváděcího modulu na typ WGU-41/B. Raketa také získala jiný procesor, který umožňoval snadnější upgrade softwaru. Verze byla vyráběna od roku 1994.
AIM-120C - Verze C měla řídící plochy seříznuty, aby se dala použít i ve vnitřních pumovnicích stroje F-22 Raptor (verze C-3). Řídící sekce byla změněna na WGU-44/B. Od roku 1999 byla raketa vybavována novými hlavicemi WDU-41/B s 20,5 kg účinnější trhaviny (verze C-4).
AIM-120C-5 - Verze AIM-120C-5 byla vyvinuta v roce 2000. Je vybavena motorem PLUS 5 se 49 kg tuhých pohonných hmot, které dokáže spalovat dvěma různými rychlostmi. Dolet střely dosahuje až 105 km. Udávané maximální dolety jsou však přibližně dvoj- až trojnásobkem reálného dostřelu při bojových operacích.
AIM-120C-6 se vyznačuje novým systémem detekce cíle, který je tvořen čtyřmi senzory a účinně doplňuje stávající radarový bezkontaktní zapalovač. Střela tak dokáže lépe detekovat malé a pomalu letící cíle.
AIM-120C-7 zahrnuje vylepšení v dostřelu, odolnosti vůči elektronickému rušení a navádění rakety. Do výzbroje USAF a US Navy se raketa dostala v roce 2008 a v současnosti se prodává také zahraničním zájemcům.
AIM-120D - Nejnovější verze AIM-120D je navíc vybavena navigací GPS a obousměrným datalinkem. Její dolet je údajně až 160 km. Reálný dostřel při bojových operacích je však 50 - 90 km, maximální dostřely se uvádí proti nemanévrujícím cílům při vzájemném přibližování.

## Operační nasazení

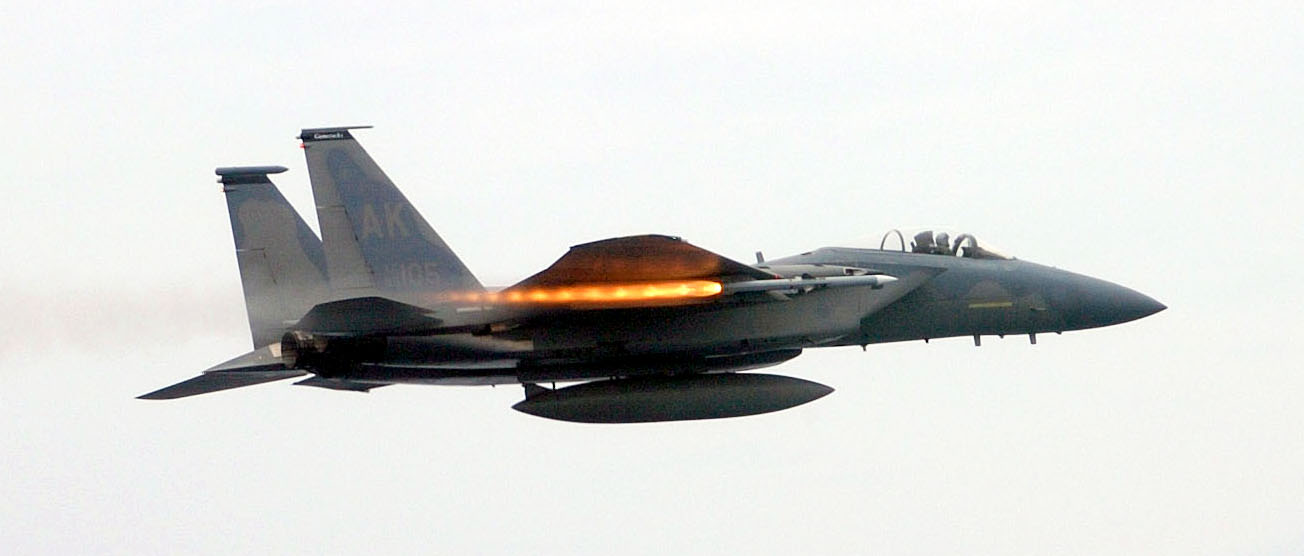
F-15 Eagle odpalující raketu AIM-120C

Střela AMRAAM byla poprvé nasazena 27. prosince 1992, kdy stroj amerického letectva F-16D sestřelil irácký MiG-25, který narušil bezletovou zónu na jihu Iráku. AMRAAM dosáhla druhého vítězství v lednu 1993, kdy americká F-16C sestřelila irácký MiG-23. Třetí bojové nasazení střely AMRAAM se uskutečnilo v roce 1994, kdy americká F-16C, udržující bezletovou zónu nad Bosnou, sestřelila srbský J-21 Jastreb.
V letech 1998 a 1999 byly střely AMRAAM odpáleny americkou F-15 kvůli porušení bezletové zóny v Iráku. Tentokrát však žádný z cílů nezasáhly. V roce 1999 během operace Spojenecká síla v Kosovu bylo střelami AMRAAM sestřeleno 6 srbských MiGů-29 (4 americkou F-15C, 1 americkou F-16C, 1 nizozemskou F-16A MLU).
Dne 23. března 2014 sestřelila turecká F-16 syrský MiG-23, který narušil turecký vzdušný prostor.
Na základě dosavadních výsledků je pravděpodobnost zásahu cíle střelou AMRAAM 59%. Ze 17 vystřelených raket jich 10 zasáhlo svůj cíl (šest MiGů-29, jeden MiG-25, jeden MiG-23, jeden J-21 a jeden vrtulník americké armády Black Hawk, který byl zasažen omylem).

## Specifikace

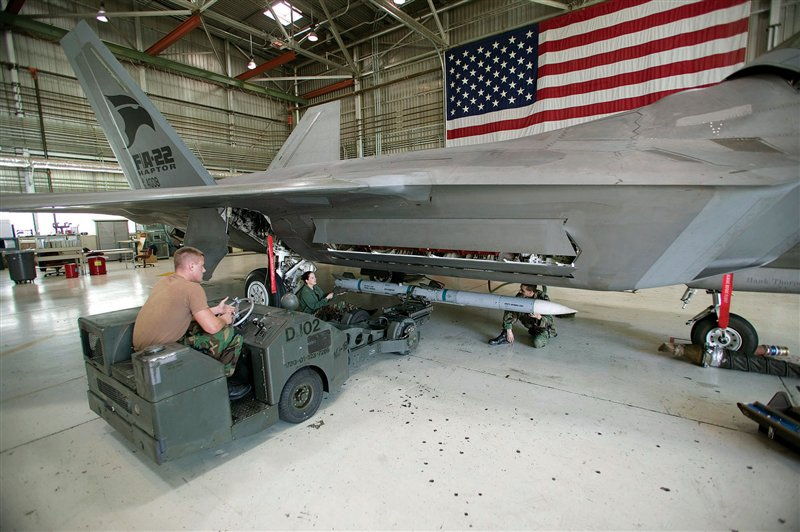
Montování testovací AIM-120D na F-22 Raptor

- max rychlost: Mach 4
- hmotnost : 161,5 kg
- průměr těla: 17,78 cm
- rozpětí křídel: 44,7 cm
- dolet:
  - AIM-120 A/B 50-70 km
  - AIM-120C-5 až 105 km
  - AIM-120D až 180 km
- Naváděcí systém
  - aktivní dopplerovský radar
  - inerciální navigace
  - laser
  - GPS

## Uživatelé

### Současní uživatelé
Austrálie
- Royal Australian Air Force[4]
- Australská armáda (v NASAMS)[5]

 Belgie
- Belgické letectvo[6]

 Bahrajn
- Bahrajnské královské letectvo[7]

 Česko
- Vzdušné síly Armády České republiky[8]

 Dánsko
- Dánské královské letectvo[9]

 Finsko
- Finské letectvo[10]

 Chile
- Chilské letectvo[11]

 Indonésie
- Indonéské letectvo[12]

 Itálie
- Aeronautica Militare[13][14]
- Italské námořnictvo[15]

 Izrael
- Izraelské vojenské letectvo[16]

 Japonsko
- Japonské vzdušné síly sebeobrany[17][18]

 Jižní Korea
- Letectvo Korejské republiky[19]

 Jordánsko
- Jordánské královské letectvo[20]

 Kanada
- Royal Canadian Air Force[22][23]

 Katar
- Katarské letectvo[24]

 Kuvajt
- Kuvajtské letectvo[25][26] (i pro NASAMS)

 Litva
- Litevské letectvo[27] (pro NASAMS)

 Maďarsko
- Maďarské letectvo[28][29] (i pro NASAMS)

 Malajsie
- Malajsijské královské letectvo[30]

 Maroko
- Marocké královské letectvo[31]

 Německo
- Luftwaffe[32][33]

 Nizozemsko
- Nizozemské královské letectvo[34]

 Norsko
- Norské královské letectvo[35]

 Omán
- Královské vzdušné síly Ománu[36]

 Pákistán
- Pákistánské letectvo[37]

 Polsko
- Polské letectvo[6]

 Portugalsko
- Portugalské letectvo[38]

 Rumunsko
- Rumunské letectvo[39]

 Řecko
- Řecké vojenské letectvo[40]

 Saúdská Arábie
- Saúdské královské letectvo[41]

 Singapur
- Singapurské letectvo[42]

 Slovensko
- Vzdušné síly Slovenské republiky[43]

 Spojené arabské emiráty
- Letectvo Spojených arabských emirátů[44]

 Spojené království
- Royal Air Force[45]
- Fleet Air Arm

 Spojené státy americké
- United States Air Force[21]
- United States Navy[46]
- United States Marine Corps[21]

 Španělsko
- Španělské letectvo[47]
- Španělská armáda (v NASAMS)[47]
- Španělské námořnictvo[48]

 Švédsko
- Švédské letectvo[49]

 Švýcarsko
- Švýcarské vzdušné síly[50]

 Tchaj-wan
- Letectvo Čínské republiky[51]

 Thajsko
- Thajské královské letectvo[52]

 Turecko
- Turecké letectvo[53][54]

 Ukrajina
- Ukrajinské letectvo (v NASAMS, později zřejmě i pro F-16)[55][56][57][58][59]

### Budoucí uživatelé
Bulharsko
- Bulharské letectvo[61][62]